# Africallagma cuneistigma
Africallagma cuneistigma е вид водно конче от семейство Coenagrionidae. Видът е световно застрашен, със статут Уязвим.

## Разпространение
Разпространен е в Зимбабве.